# كريغ أوليفر
كريغ أوليفر (بالإنجليزية: Greig Oliver)‏ هو لاعب اتحاد الرغبي بريطاني، ولد في 12 سبتمبر 1964 في هاويك ‏ في المملكة المتحدة.